# Розовский, Марк Григорьевич
Марк Григорьевич Розовский (при рождении Марк Семёнович Шлиндман; род. 3 апреля 1937, Петропавловск-Камчатский) — советский и российский театральный режиссёр, драматург и сценарист, композитор, прозаик, поэт. Народный артист Российской Федерации (2004), художественный руководитель театра «У Никитских ворот». Академик американской Пушкинской академии, член ПЕН-клуба, академик Академии искусств и «Академии эстетики и свободных искусств», дважды «Россиянин года» (2006, 2012).

## Биография
Родился 3 апреля 1937 года в Петропавловске-Камчатском в семье инженеров, выпускников Московского инженерно-строительного института Семёна Михайловича (Моисеевича) Шлиндмана (1905—1967), уроженца Харькова, и Лидии Михайловны Котопулло (1910—1976). Отец работал начальником планового отдела треста «Камчатстрой», мать — инженером-конструктором того же треста. Семья жила в посёлке Судоремзавода.
Троюродный брат блюзмена Николая Арутюнова, отца исполнителя Сергея Арутюнова.
Через шесть месяцев после рождения сына Семён Шлиндман был арестован и восемнадцать лет провёл в лагерях. Мать была исключена из комсомольской организации треста, но восстановлена после осуждения арестованного мужа; когда обнаружилось, что, несмотря на осуждение, она продолжала приносить ему передачи в тюрьму, 16 июля 1938 года вновь исключена из комсомола. В 1946 году, всё ещё находясь в заключении, отец развёлся с матерью; позднее в ссылке он женился на Ольге Константиновне Клемпт.
Розовский — фамилия отчима Григория Захаровича Розовского. Отчим, уроженец Минска, приходился родным братом жене бывшего коменданта Смольного и Кремля Павла Малькова — Берте Захаровне Розовской.
Окончил факультет журналистики МГУ им. М. В. Ломоносова (1960) и Высшие курсы сценаристов и режиссёров, мастерскую К. Ф. Исаева и Н. А. Коварского (1964). Член Союза писателей СССР (1976). Член общественного совета Российского еврейского конгресса.
В 1957 году был ведущим развлекательной программы «Вечер весёлых вопросов», ставшей предшественником КВН. С 1958 года руководил студией «Наш дом» в составе студенческого театра МГУ, получившей широкую известность.
После закрытия в 1969 году студии «Наш дом» ставил спектакли во МХАТе, в Большом драматическом театре в Ленинграде, в Рижском театре русской драмы, в театре оперы и балета им. Кирова, в Академическом театре им. Пушкина, в театре им. Ленсовета в Ленинграде, в театре им. Маяковского, в театре кукол им. С. В. Образцова, в театре Польском во Вроцлаве, в кино, на телевидении и на эстраде.
В 1960-е годы сотрудничал с «Литературной газетой». Работал в журнале «Юность», где вёл популярные рубрики сатиры и юмора.
В 1975 году поставил первую в СССР рок-оперу «Орфей и Эвридика».
В 1983 году Розовский организовал студию"У Никитских ворот" и стал художественным руководителем, в 1991 году студия получила статус государственного театра. Поставил спектакли: «Бедная Лиза», «Доктор Чехов» (1983), «История лошади», «Романсы с Обломовым» (1992), «Дядя Ваня» Чехова (1993) и др.
Автор пьес: «Концерт Высоцкого в НИИ», «Кафка: отец и сын», «Триумфальная площадь» (о Мейерхольде), «Песни нашего двора».
Розовский — автор сценария кинофильма «Д’Артаньян и три мушкетёра», либретто оперы «Пятое путешествие Колумба».
Спектакль Марка Розовского «История лошади» (по рассказу Л. Толстого) поставлен на Бродвее (США), в Национальном театре Великобритании (Лондон), в Мадриде, Стокгольме, Токио, Сеуле, Риге, Хельсинки и др.
Болеет за московский «Спартак».

## Общественная позиция
В 1996 и 2003 годах был среди деятелей культуры и науки, призвавших российские власти остановить войну в Чечне и перейти к переговорному процессу.
В октябре 2002 года, во время захвата заложников в театральном центре на Дубровке, Марк Розовский, чья дочь Александра была в числе заложников, в рамках прямого эфира ток-шоу Савика Шустера «Свобода слова» на канале НТВ призвал президента Владимира Путина немедленно завершить войну в Чечне.
В 2007—2008 годах член Высшего Совета политической партии «Гражданская сила».
После аннексии Крыма Россией в марте 2014 года вместе с рядом других известных деятелей науки и культуры России выразил своё несогласие с политикой российской власти на востоке Украины и в Крыму. Эта позиция была изложена в открытом письме, опубликованном в «Новой газете».

## Семья
Розовский побывал в браке 4 раза. В 1988 году его первая супруга Галина Розовская погибла в автокатастрофе. От первых союзов у него остались дочери Мария и Александра.
Четвёртой супругой Розовского стала Татьяна Ревзина, которая родила сына Семёна. Ревзина директор и музыкальный руководитель театра Розовского.
Дочь Мария Розовская получила диплом журналиста в МГУ. Александра Розовская стала театральной актрисой.

## Скандалы
В 2018 году в эфире телепередачи «Прямой эфир» бывшая актриса театра «У Никитских ворот» Фатима Абаскулиева обвинила Розовского в изнасиловании, якобы имевшем место за двенадцать лет до того. Впоследствии актриса ушла из театра. Розовский ответил на обвинение, заявив, что с Абаскулиевой вообще не имел дела, а из театра она была уволена за неудовлетворительную работу. В том же выпуске передачи обвинения в сексуальных домогательствах Розовскому выдвинула и бывшая актриса его театра Екатерина Кмит.

## Награды и звания
- Орден «За заслуги перед Отечеством» IV степени (30 марта 2012 года) — за большой вклад в развитие отечественной культуры и многолетнюю творческую деятельность[18]
- Орден Почёта (9 июля 1998 года) — за заслуги перед государством, большой вклад в укрепление дружбы и сотрудничества между народами, многолетнюю плодотворную деятельность в области культуры и искусства[19]
- Народный артист Российской Федерации (7 февраля 2004 года) — за большие заслуги в области искусства[20]
- Заслуженный деятель искусств Российской Федерации (18 февраля 1994 года) — за заслуги в области театрального искусства[21]
- Благодарность Президента Российской Федерации (7 января 2002 года) — за активное участие в работе Комиссии по вопросам помилования при Президенте Российской Федерации[22]
- Почётная грамота Правительства Москвы (8 апреля 2002 года) — за большие творческие достижения в развитии театрального искусства[23]
- Почётная грамота Московской городской думы (12 апреля 2017 года) — за заслуги перед городским сообществом и в связи с юбилеем[24]
- Благодарность Московской городской думы (23 ноября 2022 года) — за заслуги перед городским сообществом и в связи с юбилеем[25]
- Лауреат премии «Золотой телёнок» «Литературной Газеты» («Клуба 12 стульев») (дважды — 1974 и 1996 годы).
- Лауреат премии «Хрустальная Турандот» в сезоне 1992/1993 за постановку «Дяди Вани» А. Чехова в театре «У Никитских ворот»[26]
- Премия «Венец» (за большой вклад в современную драматургию и театральную жизнь страны)
- Премия Москвы, Премия «Признание» Московского международного телевизионно-театрального фестиваля.
- Чеховская медаль (2005)[27]
- Дважды лауреат национальной премии «Россиянин года» (2006 и 2012)[28]
- Лауреат премии Федерации еврейских общин России «Человек года» (2006)
- Общественные награды[3]:
- Орден Ломоносова
- Звезда миротворца
- Лауреат Эдинбургского Фестиваля за спектакль «Бедная Лиза» (1989)
- Лауреат Специальной Премии «Золотая маска» «За выдающийся вклад в развитие театрального искусства» (2024)[29]

## Творчество

### Театр

#### Ленинградский академический Большой драматический театр имени М. Горького[30]
- 1973, 15 апреля — «Бедная Лиза» Н. Карамзина (инсценировка, стихи, постановка), малая сцена
- 1975, 27 ноября — «История лошади» Л. Толстого (сценическая композиция, режиссёр, музыкальное оформление)
- 1987, 24 октября — «Красный уголок», малая сцена

#### У Никитских ворот
- «Будь здоров, школяр!» Б. Окуджавы (режиссёр-постановщик)
- 1988 — «Гамбринус» А. Куприна. Мюзикл в 2-х частях (композитор, постановка, исполнитель)
- 1989 — «Роман о девочках», по роману В. Высоцкого
- «Дядя Ваня» А. Чехова (режиссёр-постановщик)
- «История лошади» Л. Толстого (пьеса, музыка, постановка)
- «Как поссорился И. И. с И. Н.» Н. Гоголя (пьеса, стихи, постановка)
- «Метель» В. Сорокина (пьеса, постановка, исполнение стихов)
- «Мирандолина» К. Гольдони (постановка, стихи и либретто)
- «Мрамор. Представление» И. Бродского (режиссёр-постановщик)
- «Вишнёвый сад» А. Чехов (постановка)
- «Шутки Чехова» (автор пьесы «Пари», постановка)
- «Носороги» Э. Ионеско (режиссёр-постановщик)
- «ОХ!» М. Розовского (режиссёр-постановщик, автор пьесы)
- «Песни нашего двора» (сценарий, постановка, исполнитель)
- «Песни нашей коммуналки» (режиссёр-постановщик, исполнитель)
- «Пир во время чумы». Свободная фантазия на пушкинские стихи (режиссёр-постановщик)
- «Экклезиаст — Книга Библии» М. Розовского (идея, постановка)
- «Харбин-34» (режиссёр-постановщик, автор пьесы)
- «Гамлет» У. Шекспир (режиссёр-постановщик)
- «Трамвай „Желание“» Т. Уильямс (постановка)
- «Похороните меня за плинтусом» П. Санаев (инсценировка, постановка)
- «Кандид, или оптимизм» Вольтер (постановка, автор пьесы и стихов)
- «Приключения Рыжика» (автор пьесы)
- 2019 — «Памятник неизвестному стиляге» при участии тэп-студии «Flap» (режиссёр-постановщик)

#### Другие театры
- 1983, 20 декабря — «Амадей» П. Шеффера (Московский Художественный театр имени А. П. Чехова)[31]
- 1987 — «Птичий полёт» М. Жванецкого (Московский театр миниатюр, режиссёр-постановщик); 1990 — телеверсия
- 2011 — «Суламифь-Forever!» (рок-опера) М. Розовского (либретто, стихи)[32]

### Фильмография

#### Роли в кино
- 1972 — Синие зайцы, или Музыкальное путешествие
- 2008 — Тяжёлый песок — Орёл, аптекарь

#### Вокал
- 1978 — Д’Артаньян и три мушкетёра — «Песенка о шпионах кардинала»

#### Режиссёр
- 1977 — Кто есть кто? (телеспектакль)
- 1978 — Мораль пани Дульской (телеспектакль)
- 1982 — Кафедра (телеспектакль)
- 1985 — Золотая рыбка (телеспектакль)
- 1989 — История лошади (телеспектакль)
- 1990 — Страсти по Владимиру
- 1992 — Гамбринус (телеспектакль)
- 1999 — Два Набокова (телеспектакль)
- Пир во время чумы (телеспектакль)

#### Автор сценария
- 1967 — Семь нот в тишине…
- 1972 — Синие зайцы, или Музыкальное путешествие
- 1974 — Приключения в городе, которого нет
- 1975 — Какого рожна хочется? (мультфильм)
- 1978 — Д’Артаньян и три мушкетёра
- 1978 — Будьте готовы, Ваше высочество!
- 1982 — Кафедра (телеспектакль)
- 1985 — Золотая рыбка (телеспектакль)
- 1990 — Страсти по Владимиру
- 1992 — Гамбринус (телеспектакль)
- 1999 — Два Набокова (телеспектакль)
- Пир во время чумы (телеспектакль)

#### Документальные фильмы
- 2009 — «Чистосердечное признание. Игорь Старыгин» (документально-биографический фильм, посвящённый деятельности Игоря Старыгина)
- 2019 — «Пока ещё мы вместе, или Мушкетёры сорок лет спустя» (пятисерийный документальный фильм, посвящённый созданию картин Георгия Юнгвальд-Хилькевича «Д’Артаньян и три мушкетёра», «Мушкетёры двадцать лет спустя», «Тайна королевы Анны, или Мушкетёры тридцать лет спустя» и «Возвращение мушкетёров, или Сокровища кардинала Мазарини»)

## Сочинения

### Поэзия
- «Яблокони»: сборник стихов.

### Проза
- Театр живой газеты. — М.: Советская Россия, 1970. — (Библиотечка «В помощь художественной самодеятельности»; № 24).
- Режиссёр зрелища. — М.: Советская Россия,1973. — 61 000 экз. — (Библиотечка «В помощь художественной самодеятельности»; № 22).
- Самоотдача: Из опыта работы одной студии: Размышления и документы. — М.: Сов. Россия, 1976. — (Б-ка «В помощь художественной самодеятельности»; № 22).
- Превращение. — М.: Советская Россия, 1983. — 160 с. — 65 500 экз. — (Библиотечка «В помощь художественной самодеятельности»; № 23).
- Театр из ничего. — М.: Советская Россия, 1989. — (Библиотечка «В помощь художественной самодеятельности»; № 21).
- К Чехову… — М.: Изд-во РГГУ, 2003.
- Дело о «конокрадстве». — М.: Вагриус, 2006.
- Изобретение театра. — М.: АСТ; Зебра Е; ВКТ, 2010.
- «Папа, мама, я и Сталин».— М. : Зебра Е, 2013.
- «Ставлю Гамлета». — М.: Зебра Е, 2015.
- Чтение «Дяди Вани». — М.—Нью-Йорк: Слово-Word, 1996
- «Поймали птичку голосисту». — М.: Зебра Е;
- «Сказки для Саши». — М.: Рипол-классик, 2008. — 3000 экз.
- «Антология сатиры и юмора». — М.: Эксмо.
- «Штучки». — М.: Рипол-классик, 2008.
- «Новые штучки». — М.: Зебра Е, 2013.